# ماتوز ويتيسكا
ماتوز ويتيسكا (بالبولندية: Mateusz Wieteska) (11 فبراير 1997 بوارسو في بولندا - ) هو لاعب كرة قدم بولندي في مركز الدفاع. شارك مع منتخب بولندا تحت 16 سنة لكرة القدم ومنتخب بولندا تحت 17 سنة لكرة القدم. أما مع النوادي، فقد لعب مع ليغيا وارسو وZąbkovia Ząbki ‏.

## روابط خارجية
- ماتوز ويتيسكا على موقع الاتحاد الأوربي (الإنجليزية)
- ماتوز ويتيسكا على موقع قاعدة بيانات كرة القدم.إي يو (الإنجليزية)
- ماتوز ويتيسكا على موقع ليكيب (الفرنسية)
- ماتوز ويتيسكا على موقع ناشيونال فوتبول تيمز (الإنجليزية)
- ماتوز ويتيسكا على موقع Soccerway.com (الإنجليزية)
- ماتوز ويتيسكا على موقع عالم كرة القدم.نت (الإنجليزية)
- ماتوز ويتيسكا على موقع AS.com (الإسبانية)